# جانگل رات
جانگل رات (انگلیسی: Jungle Rot) یک گروه دث متال آمریکایی از شهر کنوشا، ویسکانسین است که در سال ۱۹۹۲ تشکیل شد.